# Archiearis diluta
Archiearis diluta là một loài bướm đêm trong họ Geometridae.